# 刁汊湖戰鬥
刁汊湖戰鬥是1932年5月2日－30日發生於湖北中部刁汊湖湖区的一系列战斗，其中5月23日至30日的天門戰鬥，中共方面将称之为张家场战斗（张家场地点在今天门市）。該系列戰鬥是第一次国共内战主要戰鬥之一，交戰一方為中華民國國民革命軍，另一方則為中國共產黨所領導之中國工農紅軍。是国军对洪湖苏区的红军、游击队、赤卫队的清剿。
当时，刁汊湖湖区及附近地区是洪湖苏区中中共政权活跃地带。中共方面资料，称因国军的军事行动“人民群众受害甚大，湖中散洲尽成焦土，沿湖农村大批被烧，居民被杀死、溺死者达五千余人。”，张家场战斗亦被认为是在夏曦主导下，红三军“得不偿失的消耗战”。同年，在国军的重重围剿之下，中共政权最终失去洪湖苏区。

## 张家场战斗
张家场战斗或称九真张家场战斗。5月23日，贺龙和代政委宋盘铭率红三军主力，对皂市附近九真镇张家场一带的国军第44师132旅及补充团发起袭击。战斗至30日，因国军援军达到，红三军撤出战斗。国军131旅旅长于兆龙以下八百人伤亡。31日，国军出击至柳河，红三军主力已撤退。
张家场战斗遗址现已列入天门市爱国主义教育基地。